# Marco Uccellini
Marco Uccellini (né en 1603 ou en 1610 à Forlimpopoli, dans l'actuelle province de Forlì-Cesena, en Émilie-Romagne et mort le 10 septembre 1680) est un compositeur et un violoniste italien du XVIIe siècle.
Uccellini est l'un des précurseurs de la tradition instrumentale du Baroque italien et constitue une étape importante dans la constitution d'un répertoire idiomatique pour le violon.

## Biographie
Marco Uccellini fait ses études à Bertinoro entre 1627 et 1634, puis au séminaire d'Assise et est ordonné prêtre après 1635. Son premier opus est perdu, mais il publie sa seconde œuvre en 1639. De 1641 à 1662, il est aumônier et musicien (directeur musical), avec le titre de capo degl' instrumentisti, à la cour d'Este à Modène, auprès de François Ier. À la même époque sont publiés les opus 3 et 4.
Après la mort de François, il occupe le poste de maître de chapelle (maestro di cappella) de la cathédrale de Modène, de 1647 jusqu'à sa démission en 1665, lorsque Isabelle d'Este épouse le parmesan Ranuce II.
La même année, il exerce à la cour Farnese à Parme, de 1665 jusqu'à son décès en 1680. À Parme, malgré sa prédilection pour la musique instrumentale, il participe à plusieurs spectacles importants sur des sujets mythologiques, tels les ballets Le navi d'Eneas (1673) et Il giove d'Elide fulminato (1677) et l'opéra Gli eventi di Filandro et Edessa (Parme, Collegio dei Nobili, 1675), dont nous ne connaissons que les livrets.
Uccellini est « l'un des plus géniaux précurseur de la tradition instrumentale du Baroque italien » : excellent violoniste, il perfectionne la technique de l’archet, introduit l'usage de la 6e position, utile pour jouer les notes aiguës dont ses partitions pour violon regorgent. Comme son nom signifie « petits oiseaux », beaucoup ont pensé que ces notes aiguës venaient de là. En Italie, il est le premier à utiliser la scordatura, artifice typique de l'école allemande, et à consacrer des sonates pour le violon seul.

## Œuvre
La majeure partie de l'œuvre de Marco Uccellini est perdue. Seules 22 sonates pour violon nous sont parvenues par les éditions d’époque (publiées à Venise, mais également Amsterdam et Anvers). Si l'opus 1 n'a pas été retrouvé, il laisse un livre de psaumes et litanies concertantes de une à cinq voix, l'op. 6 de 1654.
Le style de ses sonates baroques est très original, notamment l'opus 5 pour violon seul et basse (1649), contenant des variations sur des chants traditionnels. Avec l'opus 4, elles représentent le plus haut point de développement du genre avant Schmelzer et Biber et sont clairement des homologues des toccatas pour clavier.
Dans les opus 3 et 4, les thèmes comprennent une intéressante sélection de chansons populaires de l'époque. Dans les autres livres, l'effectif nécessite jusqu'à sept instruments. La plupart des sonates sont essentiellement à trois mouvements, mais d'autres se divisent en cinq sections. La variation et la répétition de petites séquences sont ses méthodes préférées de développement. Les partitions précisent beaucoup de détails destinés aux interprètes.
Son style est plus tard développé par l'école de Bologne : Cazzati, Vitali et Bononcini et constitue une étape importante dans la constitution d'un répertoire idiomatique pour le violon.
- Symphonie La gran battaglia
- Symphonie La suavissima
- 1639 : Opus 2 - Sonate, sinfonie et correnti (Sonates, Symphonies et Courantes)
  - Sonate n° 8 : pour 2 violons
  - Sonate n° 11
  - Sonate n° 12
- 1642 : Opus 3 - Sonate, arie et correnti (Sonates, Courantes et Airs) - Venise
  - Le mariage de la poule et du coucou
  - Sonate n° 4 : La Trasformata
  - Sonate n° 9 : La Reggiana
  - Air n° 5 : La Bergamasca
  - Air n° 6 : Un balletto
  - Air n° 9 : L'Emenfrodito
- 1645 : Opus 4 - Sonate, correnti, et arie da farsi con diversi stromenti… [« Sonates, Courantes et Airs »] (Venise, Allessandro Vincenti)
  - Sonate n° 2 : pour violon solo La Luciminia contenta
  - Sonate n° 5 : Sonata overo Toccata La Laura rilucente
  - Sonate : La Vittoria trionfante
  - Sonate n° 2 : La Luciminia contenta
  - Sonate n° 4 : La Hortensa virtuosa
  - Sonate n° 9
  - Sonate n° 18 : pour 2 violons
  - Sonate n° 20 : pour 2 violons
  - Sonate n° 25
  - Sonate n° 27
  - Sonate n° 26 : La Prosperina
  - Sonata n° 27
  - Courante n° 4
  - Courante n° 9
  - Courante n° 20
  - Air n° 2
  - Air n° 3
  - Air n° 9
  - Air n° 11 Il Caporal Simon
  - Air n° 13 Questa bella sirena
  - Air n° 14 La mia Pedrina
  - Air n° 15 La Scatola dagli agghi
- 1649 : Opus 5 - de Sonate over canzoni da farsi a violino solo, e basso continuo... (Sonates)[6]
  - Sonate over toccata n° 1
  - Sonate n° 3 pour violon et basse continue
  - Sonate over toccata n° 4
  - Sonate over toccata n° 5
  - Sonate n° 8 pour violon et basse continue
  - Sonate n° 9 pour violon et basse continue
  - Sonate n° 10 pour violon et basse continue
  - Sonate n° 12 pour violon et basse continue
- 1654 : Opus 6 - Salmi a 1, a 3, 4, et a 5 concertati parte con istromenti e parte senza con Letanie della Beata Vergine Concertate a 5 con istromenti - Venise
- 1660 : Opus 7 - de Compositioni armoniche sopra il violino e diversi altri strumenti, Ozio regio (l'Oisiveté royale)
  - Sonate n° 1
  - Sonate n° 2
  - Sonate n° 3
  - Sonate n° 9 pour 2 violons
  - Sonate n° 11
- 1660 : Opus 8 - Sinfonie Boscarecie, 
  - C'est une collection de 37 petits morceaux pour le violon et la basse continue joints ad libitum par un deuxième et un troisième violons. La première édition de cette composition a été imprimée à Venise en 1660 et réimprimée à Anvers en 1669.
- 1667 : Opus 9 - Sinfonici concerti brevi e facili (concerts symphoniques brefs et faciles)
  - Sinfonia nona a tre
  - Sinfonia prima
  - Sonate n° 1

## Discographie
- Sinfonici concerti - Schola Cantorum Basiliensis : Jaap Schröder, Trix Landolf, Hedwig van der Linde, Ursula Pachlatko, Käthi Gohl, Brian Franklin, Hopkinson Smith, Johann Sonnleitner (27-30 août 1980/19-21 septembre 1983, Deutsche Harmonia Mundi) (OCLC 780118591).
- La bergamasca - Arcadian Academy, dir. Nicholas McGegan (27-29 octobre 1992, Harmonia Mundi) (OCLC 222044316)
- Sonates - Romanesca : Andrew Manze, violon ; Nigel North, théorbe, archiluth et guitare baroque ; John Toll, clavecin et orgue (1999, Harmonia Mundi) (OCLC 406983543)
- Œuvres pour violon - Hélène Schmitt, violon ; Markus Märkl, clavecin et orgue ; Karl-Ernst Schröder, théorbe, guitare ; Arno Jochem, violone (23-25 février 1999, Christophorus)[7] (OCLC 45847141)
- La Hortensia virtuosa : sonates pour violon - Lucy van Dael, violon ; Jaap ter Linden, violoncelle ; Bob van Asperen, clavecin et orgue ; Toyohiko Toyohiko Satoh, luth (mars 2003, Æolus) (OCLC 163368989)
- Sonata over Canzoni, op 5 (1649) - Arparla : Davide Monti, violon baroque ; Maria Christina Cleary, harpe double (18-20 juillet 2013, Stradivarius STR 37023)[6] (OCLC 920686209)